# Urban Chaos
Urban Chaos är ett actionäventyrsspel som kom ut år 1999.
Spelet handlar om en polis vid namn D'arci Stern som, tillsammans med den gamle mannen Roper försöker stoppa en stor gangsterliga, The Wildcats, som ständigt terroriserar Union City men gänget visar sig vara mycket ondare än Roper och Stern anat.